# St. Jakobus (Harras)

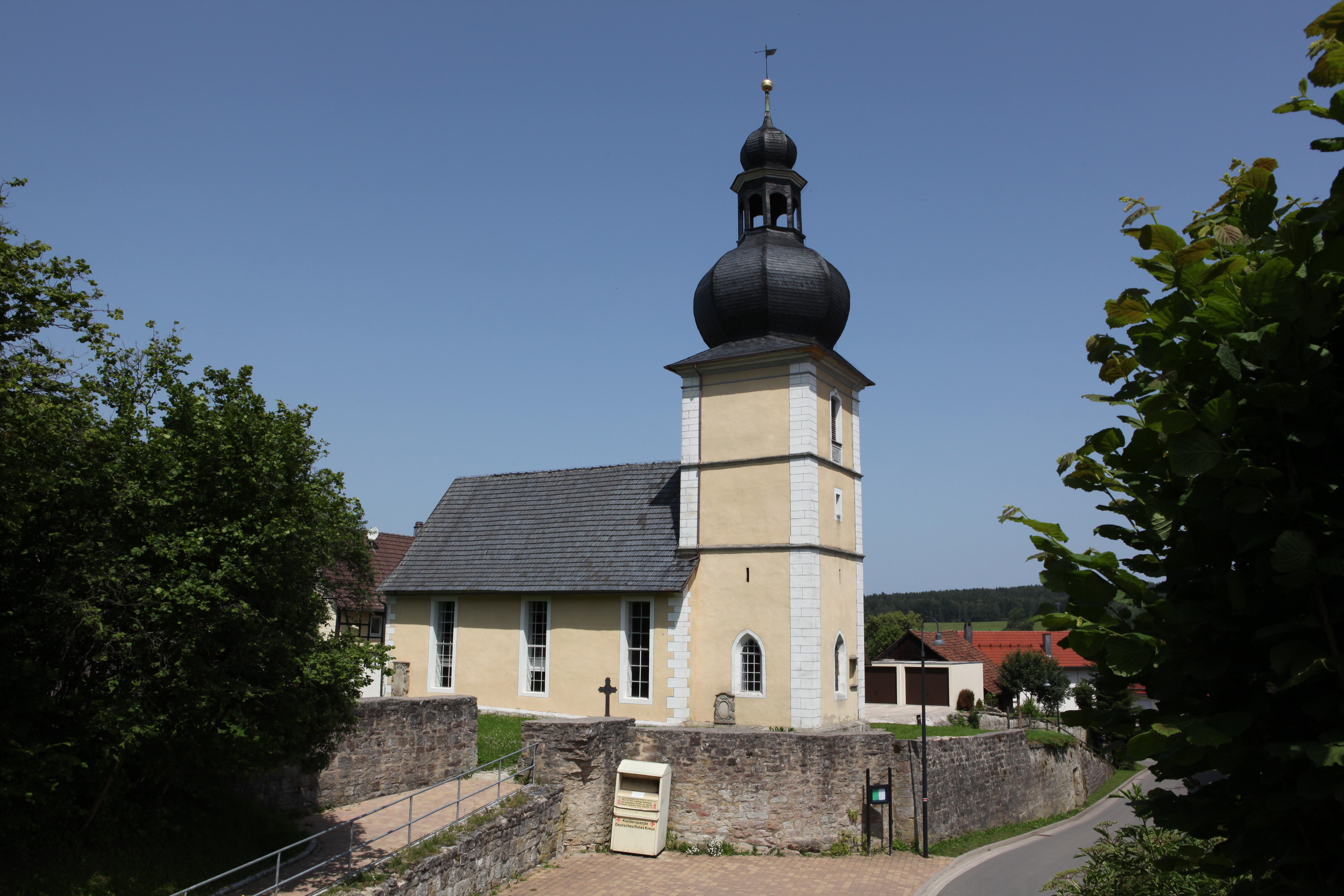
St.-Jakobus-Kirche

Die evangelisch-lutherische Dorfkirche St. Jakobus steht im Ortsteil Harras der Stadt Eisfeld in Landkreis Hildburghausen in Thüringen.
Mehrere eingemeißelte Jahreszahlen wollen das Alter des Gotteshauses belegen. Ältere bauliche Teile stammen aus dem 15. Jahrhundert, so zum Beispiel das Kreuzgewölbe des Chores. Die später geänderten Spitzbogenfenster gehören auch dazu. Sie deuten auf den spätgotischen Baustil hin. Die Glasfenster an der Ostwand sind jedoch erst aus dem Jahr 1909. Am Nordportal ist die Jahreszahl 1621 verewigt und weist wohl auf die Bauzeit des Kirchenschiffes hin.
Der kleine Gemeinderaum auf der Empore wurde vor kurzer Zeit eingerichtet und dient als Winterkirche.